# Liguilla Pre-Libertadores
Die Liguilla Pre-Libertadores war ein uruguayischer Fußball-Vereinswettbewerb.
Die Liguilla wurde seit 1974 jeweils nach Saisonende der Primera División ausgespielt. Der Wettbewerb diente dazu, die Teilnehmer Uruguays an den internationalen Klubwettbewerben der CONMEBOL festzulegen. Seit der Spielzeit 2005/06 wurde das Turnier auch als Copa Artigas bezeichnet.

## Zusammensetzung und Modus
Die Startberechtigung in der Liguilla ergab sich über die erreichte Saisonplatzierung während der Erstligasaison. Es nahmen jeweils die besten Mannschaften der Saison teil. Bis 1985 spielten sechs Teams die Liguilla aus, wobei jedes Team einmal gegen jeden Teilnehmer antrat. 1986 wechselte man in einen Gruppenmodus mit zwei Vierer-Gruppen und einer Finalrunde der jeweils beiden Erstplatzierten der Gruppen. Bereits ab 1987 kehrte man zum vorherigen Modus mit sechs Mannschaften zurück. Teils wurde die Austragungsweise modifiziert und es schlossen sich nach Abschluss der Gruppenphase noch Play-off-Spiele an. 1995, 1996 und 1997 wurde die Teilnehmerzahl auf acht Mannschaften erweitert. 1997 wurde erneut in zwei Vierer-Gruppen gespielt. 1998 bestritten lediglich vier Teams das Turnier. Auch in den Folgejahren änderte man wiederholt die Teilnehmeranzahl.

## Qualifikationsziel
Von 1974 bis 1990 wurden lediglich die Teilnehmer der Copa Libertadores ausgespielt. Von 1991 bis 1999 wurde zusätzlich über dieses Turnier ermittelt, welche uruguayischen Mannschaften an der Copa Conmebol startberechtigt waren. Seit 2002 wurden anstelle der Copa Conmebol zusätzlich die Teilnehmer der Copa Sudamericana ermittelt. Seit der Spielzeit 2009/10 werden die uruguayischen Teilnehmer an den internationalen Vereinswettbewerben über die erreichte Position in der Jahresgesamttabelle (Copa Libertadores) und der Abschlusstabellen der Apertura und Clausura (Copa Sudamericana) der jeweiligen Erstligaspielzeit festgelegt.
| Saison | Sieger                   | Qualifiziert für Copa Libertadores                            | Qualifiziert für Copa Conmebol/Copa Sudamericana |
| ------ | ------------------------ | ------------------------------------------------------------- | ------------------------------------------------ |
| 1974   | Peñarol Montevideo (1)   | Peñarol Montevideo, Montevideo Wanderers                      |                                                  |
| 1975   | Peñarol Montevideo (2)   | Peñarol Montevideo, Nacional Montevideo                       |                                                  |
| 1976   | Defensor Sporting (1)    | Defensor Sporting, Peñarol Montevideo                         |                                                  |
| 1977   | Peñarol Montevideo (3)   | Peñarol Montevideo, Danubio                                   |                                                  |
| 1978   | Peñarol Montevideo (4)   | Peñarol Montevideo, Nacional Montevideo                       |                                                  |
| 1979   | Defensor Sporting (2)    | Defensor Sporting, Nacional Montevideo                        |                                                  |
| 1980   | Peñarol Montevideo (5)   | Peñarol Montevideo, Nacional Montevideo, Bella Vista          |                                                  |
| 1981   | Defensor Sporting (3)    | Defensor Sporting, Peñarol Montevideo                         |                                                  |
| 1982   | Nacional Montevideo (1)  | Nacional Montevideo, Peñarol Montevideo, Montevideo Wanderers |                                                  |
| 1983   | Danubio (1)              | Danubio, Nacional Montevideo                                  |                                                  |
| 1984   | Peñarol Montevideo (6)   | Peñarol Montevideo, Bella Vista                               |                                                  |
| 1985   | Peñarol Montevideo (7)   | Peñarol Montevideo, Montevideo Wanderers                      |                                                  |
| 1986   | Peñarol Montevideo (8)   | Peñarol Montevideo, CA Progreso                               |                                                  |
| 1987   | Montevideo Wanderers (1) | Montevideo Wanderers, Peñarol Montevideo, Nacional Montevideo |                                                  |
| 1988   | Peñarol Montevideo (9)   | Peñarol Montevideo, Nacional Montevideo, Danubio              |                                                  |
| 1989   | Defensor Sporting (4)    | Defensor Sporting, CA Progreso                                |                                                  |
| 1990   | Nacional Montevideo (2)  | Nacional Montevideo, Bella Vista                              |                                                  |
| 1991   | Defensor Sporting (5)    | Defensor Sporting, Nacional Montevideo                        | Peñarol Montevideo, Danubio                      |
| 1992   | Nacional Montevideo (3)  | Nacional Montevideo, Bella Vista                              | Danubio, Peñarol Montevideo                      |
| 1993   | Nacional Montevideo (4)  | Nacional Montevideo, Defensor Sporting                        | Peñarol Montevideo, Danubio                      |
| 1994   | Peñarol Montevideo (10)  | Peñarol Montevideo, CA Cerro                                  | Defensor Sporting, Sud América                   |
| 1995   | Defensor Sporting (6)    | Defensor Sporting, Peñarol Montevideo                         | River Plate Montevideo, CR Porongos FC           |
| 1996   | Nacional Montevideo (5)  | Nacional Montevideo, Peñarol Montevideo                       | Danubio, Defensor Sporting                       |
| 1997   | Peñarol Montevideo (11)  | Peñarol Montevideo, Nacional Montevideo                       | Huracán Buceo, River Plate Montevideo            |
| 1998   | Bella Vista (1)          | Bella Vista, Nacional Montevideo                              | CA Rentistas, River Plate Montevideo             |
| 1999   | Nacional Montevideo (6)  | Nacional Montevideo, Bella Vista, Peñarol Montevideo          |                                                  |
| 2000   | Defensor Sporting (7)    | Defensor Sporting, Peñarol Montevideo, Nacional Montevideo    |                                                  |
| 2001   | Montevideo Wanderers (2) | Montevideo Wanderers, Nacional Montevideo, Peñarol Montevideo |                                                  |
| 2002   | Fénix (1)                | Fénix, Nacional Montevideo, Peñarol Montevideo                | Nacional Montevideo, Danubio                     |
| 2003   | Fénix (2)                | Fénix, Peñarol Montevideo, Nacional Montevideo                | Peñarol Montevideo, Danubio                      |
| 2004   | Peñarol Montevideo (12)  | Peñarol Montevideo, Danubio, Nacional Montevideo              | Defensor Sporting, Danubio                       |
| 2006   | Defensor Sporting (8)    | Defensor Sporting, Nacional Montevideo Danubio                | Nacional Montevideo, Central Español             |
| 2007   | Nacional Montevideo (7)  | Danubio, Nacional Montevideo, Montevideo Wanderers            | Danubio, Defensor Sporting                       |
| 2008   | Nacional Montevideo (8)  | Defensor Sporting, Nacional Montevideo, Peñarol Montevideo    | Defensor Sporting, River Plate Montevideo        |
| 2009   | CA Cerro (1)             | Nacional Montevideo, CA Cerro, Racing                         | River Plate Montevideo, Liverpool Montevideo     |

Quellen bis einschließlich 2004: 